# Dave Archibald
David John "Dave" Archibald, född 14 april 1969 i Chilliwack i British Columbia, är en kanadensisk före detta ishockeyspelare.
Archibald blev olympisk silvermedaljör i ishockey vid vinterspelen 1992 i Albertville.

## Statistik
| 1983–84    | Portland Winter Hawks | WHL        | 7   | 0  | 1  | 1   | 2   | —  | —  | —  | —  | —  |
| 1984–85    | Portland Winter Hawks | WHL        | 47  | 7  | 11 | 18  | 10  | 3  | 0  | 2  | 2  | 0  |
| 1985–86    | Portland Winter Hawks | WHL        | 70  | 29 | 35 | 64  | 56  | 15 | 6  | 7  | 13 | 11 |
| 1986–87    | Portland Winter Hawks | WHL        | 65  | 50 | 57 | 107 | 40  | 20 | 10 | 18 | 28 | 11 |
| 1987–88    | Minnesota North Stars | NHL        | 78  | 13 | 20 | 33  | 26  | —  | —  | —  | —  | —  |
| 1988–89    | Minnesota North Stars | NHL        | 72  | 14 | 19 | 33  | 14  | 5  | 0  | 1  | 1  | 0  |
| 1989–90    | Minnesota North Stars | NHL        | 12  | 1  | 5  | 6   | 6   | —  | —  | —  | —  | —  |
| 1989–90    | New York Rangers      | NHL        | 19  | 2  | 3  | 5   | 6   | —  | —  | —  | —  | —  |
| 1989–90    | Flint Spirits         | IHL        | 41  | 14 | 38 | 52  | 16  | 4  | 3  | 2  | 5  | 0  |
| 1990–91    | Kanada                | —          | 29  | 19 | 12 | 31  | 20  | —  | —  | —  | —  | —  |
| 1991–92    | Kanada                | —          | 58  | 20 | 43 | 63  | 64  | —  | —  | —  | —  | —  |
| 1991–92    | HC Bolzano            | Serie A    | 5   | 4  | 3  | 7   | 16  | 7  | 8  | 5  | 13 | 7  |
| 1992–93    | Binghamton Rangers    | AHL        | 8   | 6  | 3  | 9   | 10  | —  | —  | —  | —  | —  |
| 1992–93    | Ottawa Senators       | NHL        | 44  | 9  | 6  | 15  | 32  | —  | —  | —  | —  | —  |
| 1993–94    | Ottawa Senators       | NHL        | 33  | 10 | 8  | 18  | 14  | —  | —  | —  | —  | —  |
| 1994–95    | Ottawa Senators       | NHL        | 14  | 2  | 2  | 4   | 19  | —  | —  | —  | —  | —  |
| 1995–96    | Ottawa Senators       | NHL        | 44  | 6  | 4  | 10  | 18  | —  | —  | —  | —  | —  |
| 1995–96    | Utah Grizzlies        | IHL        | 19  | 1  | 4  | 5   | 10  | —  | —  | —  | —  | —  |
| 1996–97    | Frankfurt Lions       | DEL        | 34  | 10 | 19 | 29  | 48  | 9  | 4  | 3  | 7  | 16 |
| 1996–97    | New York Islanders    | NHL        | 7   | 0  | 0  | 0   | 4   | —  | —  | —  | —  | —  |
| 1997–98    | San Antonio Dragons   | IHL        | 55  | 11 | 21 | 32  | 10  | —  | —  | —  | —  | —  |
| 1998–99    | Utah Grizzlies        | IHL        | 76  | 23 | 25 | 48  | 32  | —  | —  | —  | —  | —  |
| 1999–00    | Utah Grizzlies        | IHL        | 27  | 7  | 4  | 11  | 10  | 5  | 0  | 0  | 0  | 0  |
| 1999–00    | Linköping HC          | Elitserien | 21  | 5  | 4  | 9   | 18  | —  | —  | —  | —  | —  |
| NHL totalt | NHL totalt            | NHL totalt | 323 | 57 | 67 | 124 | 139 | 5  | 0  | 1  | 1  | 0  |
| IHL totalt | IHL totalt            | IHL totalt | 218 | 56 | 92 | 148 | 78  | 9  | 3  | 2  | 5  | 0  |